# La Virtud
La Virtud est une municipalité du Honduras, située dans le département de Lempira. La municipalité est fondée en 1859. Elle comprend 13 villages et 48 hameaux.

## Source de la traduction
- (en) Cet article est partiellement ou en totalité issu de l’article de Wikipédia en anglais intitulé « La Virtud » (voir la liste des auteurs).